# Alberto Calderón
Alberto Pedro Calderón (Mendoza, 14 de Setembro de 1920 — Chicago, 16 de Abril de 1998) foi um matemático argentino.
É conhecido por seus trabalhos sobre equações integrais singulares.